# Mânio Acílio Balbo (cônsul em 150 a.C.)
Mânio Acílio Balbo (em latim: Manius Acilius Balbus) foi um político da gente Acília da República Romana eleito cônsul em 150 a.C. com Tito Quíncio Flaminino. Mânio Acílio Balbo, cônsul em 114 a.C., provavelmente era seu filho.

## Consulado (150 a.C.)
Foi eleito cônsul em 150 a.C. com Tito Quíncio Flaminino. Neste ano foi construído um templo dedicado à deusa Piedade no Fórum Holitório no local de uma antiga prisão. Anos mais tarde, ele foi demolido para permitir a construção do Teatro de Marcelo.  Seu consulado foi citado por Cícero e Plínio.